# رتانگ (بویواتس)
رتانگ (به صربی: Rtanj) یک منطقهٔ مسکونی در صربستان است که در Boljevac واقع شده‌است. رتانگ ۱۲۰ نفر جمعیت دارد.